# Cis-moll

Znaki chromatyczne w gamie cis-moll

Diagram akordu cis-moll dla gitary

cis-moll – gama muzyczna oparta na skali molowej, której toniką jest cis. Gama cis-moll w odmianie naturalnej (eolskiej) zawiera dźwięki: cis, dis, e, fis, gis, a, h. Zapis tonacji cis-moll zawiera cztery krzyżyki.
Gama cis-moll w odmianie harmonicznej (z VII stopniem podwyższonym o półton):
Gama cis-moll w odmianie doryckiej (z VI i VII stopniem podwyższonym o półton w stosunku do gamy naturalnej):
Równoległą gamą durową jest E-dur, jednoimienną durową – Cis-dur.
Nazwa cis-moll oznacza także akord, zbudowany z pierwszego (cis), trzeciego (e) i piątego (gis) stopnia gamy cis-moll.
| Akord cis-moll | Audio playback is not supported in your browser. You can download the audio file. |

Znane dzieła skomponowane w tonacji cis-moll:
- Fryderyk Chopin – Walc op. 64 nr 2
- Ludwig van Beethoven – Sonata Księżycowa, op. 27 nr 2
- Gustav Mahler – V Symfonia
- Siergiej Prokofjew – VII Symfonia
- Siergiej Rachmaninow – Preludium fortepianowe op. 3 nr 2